# Oritoniscus notabilis
Oritoniscus notabilis är en kräftdjursart som beskrevs av Johann Moritz David Herold 1944. Oritoniscus notabilis ingår i släktet Oritoniscus och familjen Trichoniscidae. Inga underarter finns listade i Catalogue of Life.